# Circonscription de Médiouna
La circonscription de Médiouna est la circonscription législative marocaine de la province de Médiouna située en région Casablanca-Settat. Elle est représentée dans la Xe législature par Hachem Amine Chafik et Salaheddine Abou El Ghali.

## Historique des députations
| Législature | Début de mandat  | Fin de mandat    | Députés | Députés                  | Députés | Députés                         |
| ----------- | ---------------- | ---------------- | ------- | ------------------------ | ------- | ------------------------------- |
| IXe         | 26 novembre 2011 | 7 octobre 2016   |         | Mohamed Mostawi (PI)     |         | Salaheddine Abou El Ghali (PAM) |
| Xe          | 8 octobre 2016   | 8 septembre 2021 |         | Hachem Amine Chafik (UC) |         | Salaheddine Abou El Ghali (PAM) |
| XIe         | 9 septembre 2021 | ?                |         | Hachem Amine Chafik (PI) |         | Salaheddine Abou El Ghali (PAM) |

## Historique des élections

### Découpage électoral d'octobre 2011

#### Élections de 2016
| Parti       | Parti                                                       | Voix   | %      | Député(s) élus            |  |
| ----------- | ----------------------------------------------------------- | ------ | ------ | ------------------------- |  |
|             | Parti authenticité et modernité (PAM)                       | 10 795 | 32,62  | Salaheddine Abou El Ghali |  |
|             | Union constitutionnelle (UC)                                | 6 501  | 19,65  | Hachem Amine Chafik       |  |
|             | Parti de la justice et du développement (PJD)               | 6 277  | 18,97  |                           |  |
|             | Parti de l'Istiqlal (PI)                                    | 4 584  | 13,85  |                           |  |
|             | Parti du progrès et du socialisme (PPS)                     | 4 003  | 12,10  |                           |  |
|             | Fédération de la gauche démocratique (FGD)                  | 310    | 0,94   |                           |  |
|             | Mouvement populaire (MP)                                    | 222    | 0,67   |                           |  |
|             | Rassemblement national des indépendants (RNI)               | 120    | 0,36   |                           |  |
|             | Parti démocratique de l'indépendance (PDI)                  | 92     | 0,28   |                           |  |
|             | Parti de l'environnement et du développement durable (PEDD) | 74     | 0,22   |                           |  |
|             | Union socialiste des forces populaires (USFP)               | 65     | 0,20   |                           |  |
|             | Parti de l'Espoir (PE)                                      | 48     | 0,15   |                           |  |
|             |                                                             |        |        |                           |  |
| Inscrits    | Inscrits                                                    | 60 540 | 100,00 |                           |  |
| Abstentions | Abstentions                                                 | 27 449 | 45,34  |                           |  |
| Exprimés    | Exprimés                                                    | 33 091 | 54,66  |                           |  |

#### Élections de 2021
| Parti       | Parti                                         | Voix   | %      | Député(s) élus            |  |
| ----------- | --------------------------------------------- | ------ | ------ | ------------------------- |  |
|             | Parti de l'Istiqlal (PI)                      | 13 387 | 31,29  | Hachem Amine Chafik       |  |
|             | Parti authenticité et modernité (PAM)         | 13 029 | 30,46  | Salaheddine Abou El Ghali |  |
|             | Rassemblement national des indépendants (RNI) | 11 673 | 27,29  |                           |  |
|             | Union socialiste des forces populaires (USFP) | 1 121  | 2,62   |                           |  |
|             | Parti du progrès et du socialisme (PPS)       | 1 033  | 2,41   |                           |  |
|             | Parti de la justice et du développement (PJD) | 853    | 1,99   |                           |  |
|             | Parti vert marocain (PVM)                     | 753    | 1,76   |                           |  |
|             | Parti de l'Espoir (PE)                        | 505    | 1,18   |                           |  |
|             | Front des forces démocratiques (FFD)          | 242    | 0,57   |                           |  |
|             | Parti du centre social (PCS)                  | 165    | 0,39   |                           |  |
|             | Parti travailliste (PT)                       | 20     | 0,05   |                           |  |
|             |                                               |        |        |                           |  |
| Inscrits    | Inscrits                                      | 70 121 | 100,00 |                           |  |
| Abstentions | Abstentions                                   | 27 340 | 38,99  |                           |  |
| Exprimés    | Exprimés                                      | 42 781 | 61,01  |                           |  |